# CHAF1A
CHAF1A‏ (Chromatin assembly factor 1 subunit A) هوَ بروتين يُشَفر بواسطة جين CHAF1A في الإنسان.